# Erechthias polyplaga
Erechthias polyplaga är en fjärilsart som beskrevs av Legrand 1965. Erechthias polyplaga ingår i släktet Erechthias och familjen äkta malar. Inga underarter finns listade i Catalogue of Life.